# Spoorlijn Moutier - Biel/Bienne
De spoorlijn Moutier - Biel/Bienne is een Zwitserse spoorlijn tussen Moutier en Biel/Bienne in kanton Bern.

## Geschiedenis
Het traject door Jura-Bern-Luzern Bahn (JB) werd in 1877 geopend.

## Aansluitingen
In de volgende plaatsen was of is er een aansluiting van de volgende spoorwegmaatschappijen:

### Moutier
- Juralinie, spoorlijn Bazel – Biel/Bienne
- spoorlijn Solothurn – Moutier

### Tavannes
- spoorlijn Tavannes - Le Noirmont

### Biel/Bienne
- Juralinie, spoorlijn Bazel – Biel/Bienne
- Jurafusslinie, spoorlijn Olten – Genève

## Elektrische tractie
Het traject werd geëlektrificeerd met een spanning van 15.000 volt 16 2/3 Hz wisselstroom.

## Afbeeldingen

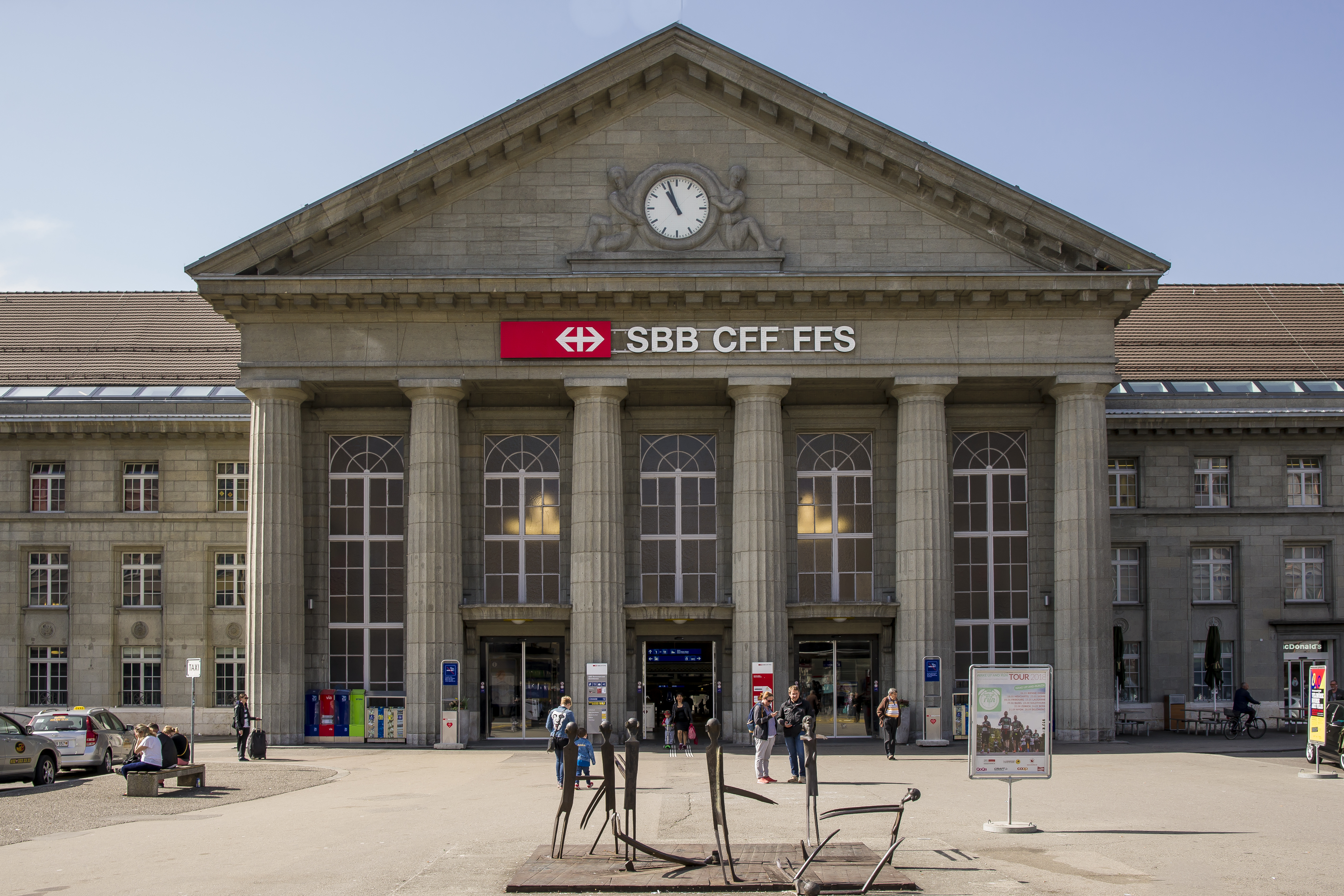
Station Biel
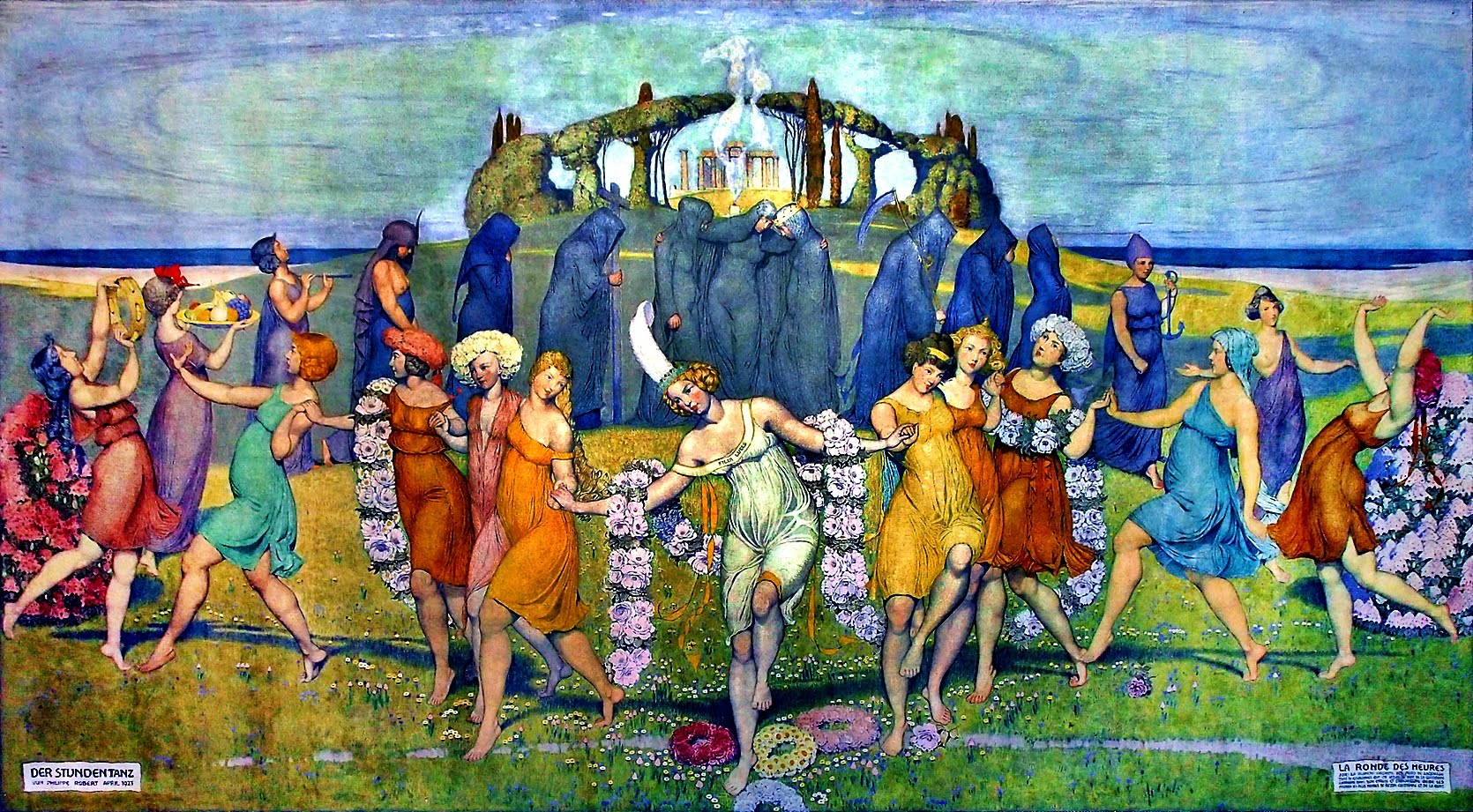
La Ronde des Heures door Philippe Robert in wachtkamer van station Biel
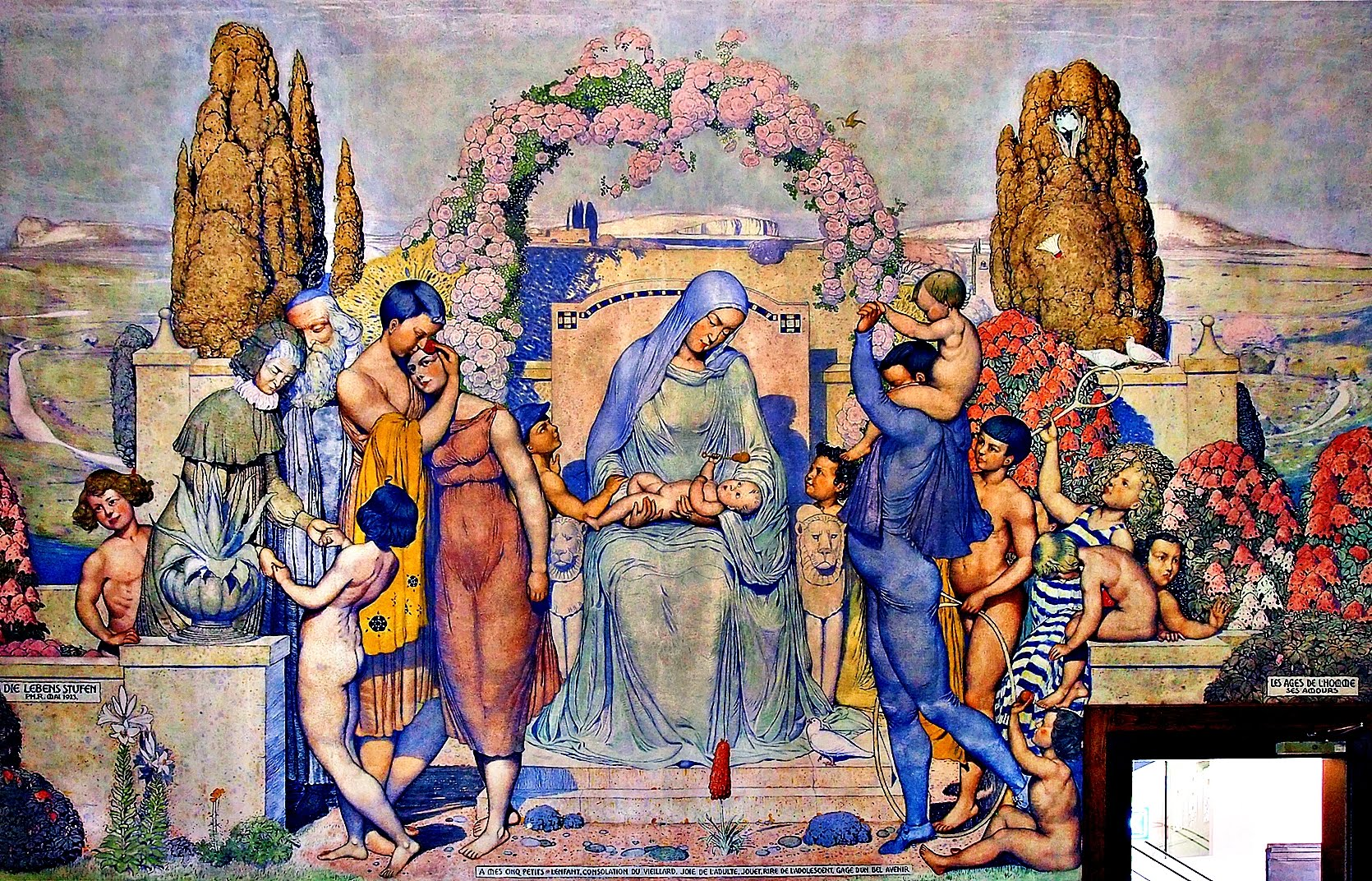
Les Âges de l'Homme, idem
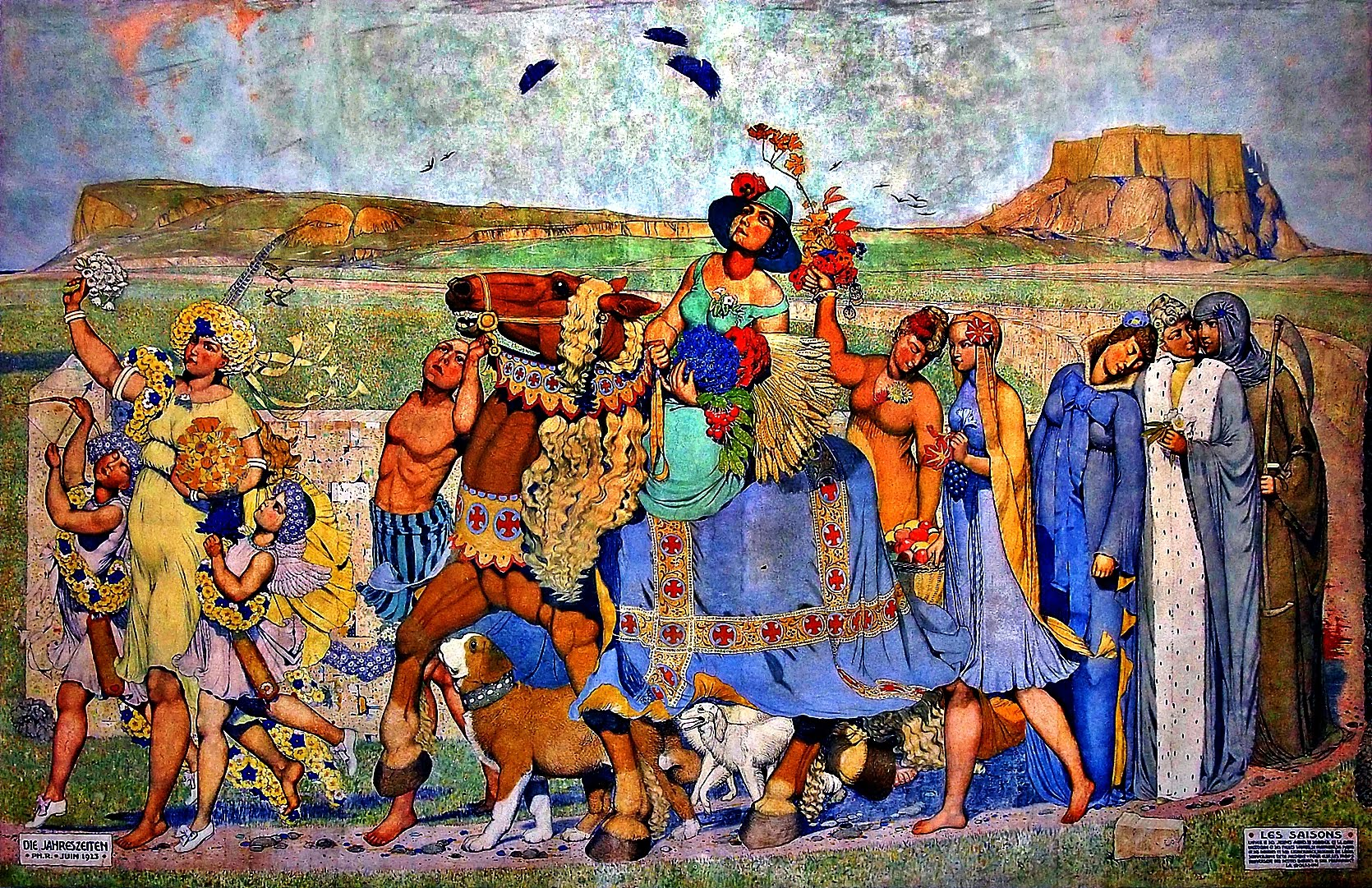
Les Saisons, idem
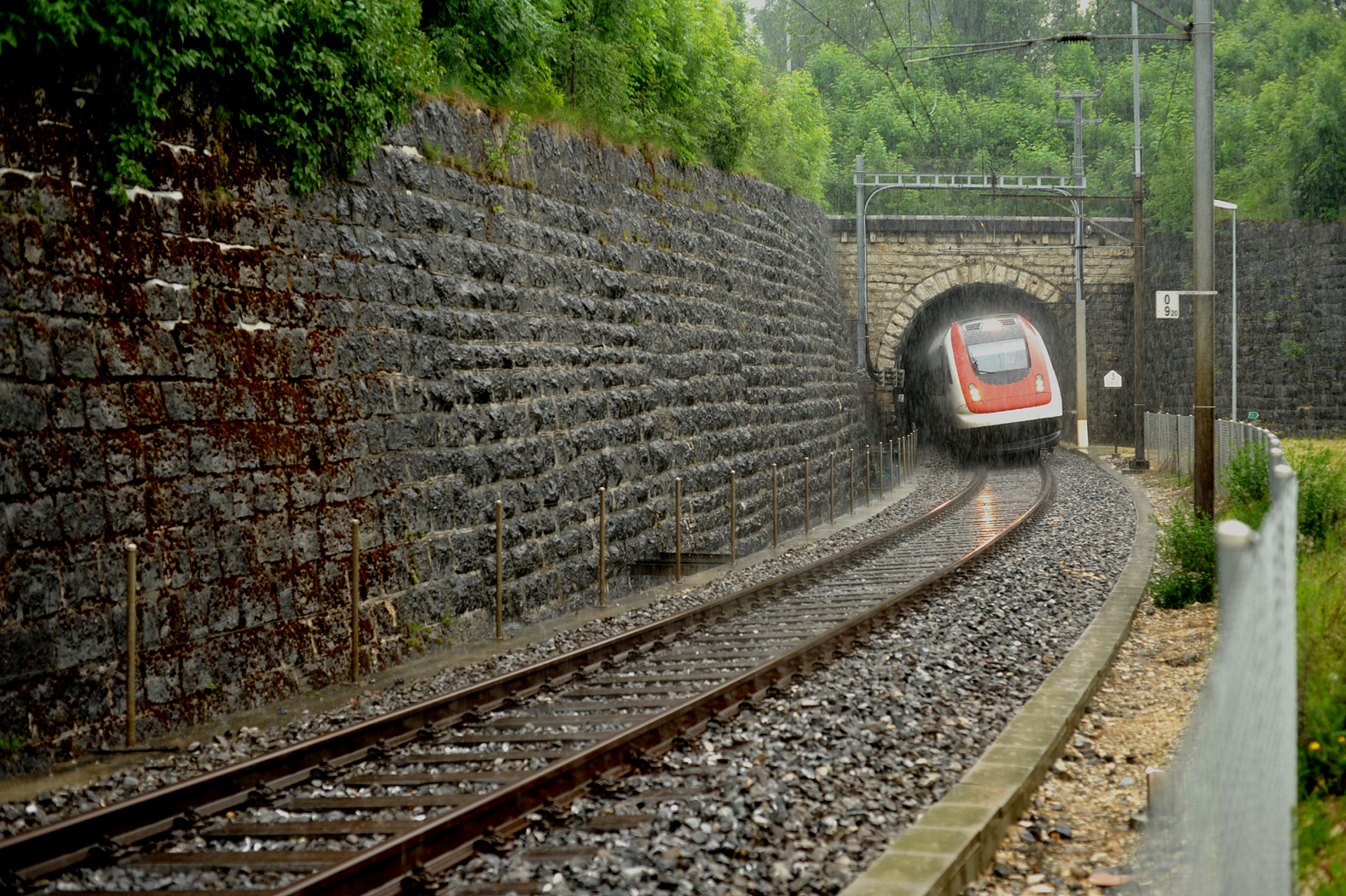
Grenchenbergtunnel, noordportaal